# Tomba del Rei Muryeong
La Tomba del Rei Muryeong és un mausoleu a Gongju, la província de Chungcheong del Sud, Corea del Sud. Fou construïda durant el període dels Tres Regnes de Corea. Conté les restes del rei Muryeong i la seua dona, relíquies. El descobriment arqueològic és considerat el més important de Corea del segle xx.